# Camila Morrone
Camila Morrone, właśc. Camila Rebeca Morrone Polak (ur. 16 czerwca 1997 w Los Angeles) – amerykańska aktorka i modelka, która zagrała m.in. w filmie Życzenie śmierci.

## Życiorys
Morrone wychowała się w Los Angeles w aktorskiej rodzinie, lecz jej rodzice słabo radzili sobie w tym zawodzie. Jej ojciec, Maximo, odnosił jednak sukcesy jako model. Jej matka, Lucila Solá, rozwiodła się z nim w 2006 roku, a później związała się z Alem Pacino. Camila zagrała pierwszą rolę już w 2013, w filmie Bukowski, lecz mimo swych korzeni nie chciała być aktorką. Zaczęła pracę jako modelka, lecz z czasem jednak skupiła się na aktorstwie. Jej role w filmach niezależnych Never Goin' Back i Mickey i niedźwiedź zostały docenione przez krytyków.

## Życie prywatne
Morrone była w związku z Leonardo DiCaprio.

## Filmografia
| Rok  | Tytuł                                     | Rola          | Uwagi              |
| ---- | ----------------------------------------- | ------------- | ------------------ |
| 2013 | Bukowski                                  | Aktorka       |                    |
| 2018 | Never Goin' Back                          | Jessie        |                    |
| 2018 | Życzenie śmierci (Death Wish)             | Jordan Kersey |                    |
| 2019 | Mickey i niedźwiedź (Mickey and the Bear) | Mickey Peck   |                    |
| 2020 | Valley Girl                               | Ruby Richman  |                    |
| 2023 | Daisy Jones & The Six                     | Camila Dunne  | serial; gł. obsada |
| 2023 | Gonzo Girl                                | Alley Russo   |                    |
| 2024 | Marmalade                                 | Marmalade     |                    |